# Ala voladora

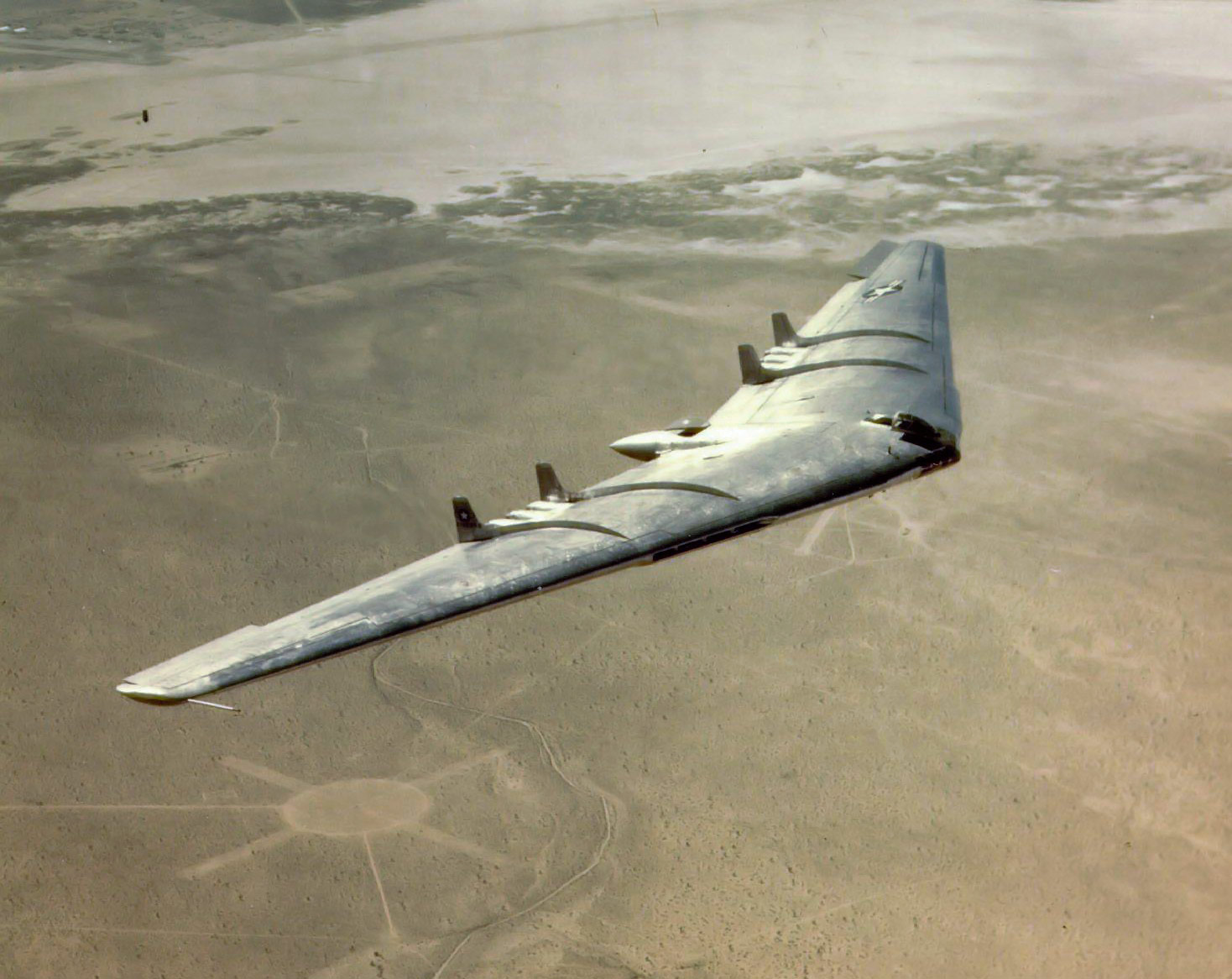
Ala voladora: Northrop YB-49.

Una ala voladora és una configuració d'aeronau d'ala fixa que sigui capaç de vol estable, controlable sense l'ajuda de la sustentació diferent de la de l'ala principal, és a dir, sense superfícies auxiliars com ara estabilitzadors horitzontals. Addicionalment, el terme s'aplica generalment a l'avió en el qual la major part de la càrrega útil es transporta dins de l'ala principal, que conté la major part del seu volum estructural. En alguns casos manca totalment d'un fuselatge diferenciat.
Històricament, l'ala voladora ha estat defensada per molts com potencialment la configuració més eficient de l'avió des del punt de vista de l'aerodinàmica i el pes estructural. Tal noció prové generalment de la idea que l'absència de qualsevol component de l'avió amb excepció de l'ala ha de reduir el coeficient de resistència i la complexitat estructural.
No obstant això, en aquests aparells l'ala ha de ser capaç de proporcionar estabilitat i control de vol per si mateixa, un requisit que en principi imposa dificultats addicionals al problema del disseny. De fet, els augments en pes i fricció a causa del problema d'estabilitat, poden compensar parcialment o totalment els beneficis estructurals de simplificació.